# Братаново (Тверская область)
Братаново — деревня в Удомельском городском округе Тверской области.

## География
Деревня находится в северной части Тверской области на расстоянии приблизительно 4 км на юг-юго-запад по прямой от железнодорожного вокзала города Удомля в 3,5 км южнее железной дороги Бологое-Рыбинск на северном берегу озера Хотемля.

## История
Известна с 1478 года. Дворов (хозяйств) в ней было 5 (1859), 3 (1886), 2 (1911), 16 (1958), 8 (1986), 3 (2000). В советское время работали колхозы «Ленинский луч», им. Попова и совхоз «Удомельский». До 2015 года входила в состав Удомельского сельского поселения до упразднения последнего. С 2015 года в составе Удомельского городского округа.

## Население
Численность населения: 32 человека (1859 год), 17 (1886), 15 (1911), 41 (1958), 12 (1986), 4 (русские 100 %) в 2002 году, 7 в 2010.